# Copris pseudobootes
Copris pseudobootes är en skalbaggsart som beskrevs av Ferreira 1962. Copris pseudobootes ingår i släktet Copris och familjen bladhorningar. Inga underarter finns listade i Catalogue of Life.